# Wer bin ich
 (décembre 2010).
Si vous disposez d'ouvrages ou d'articles de référence ou si vous connaissez des sites web de qualité traitant du thème abordé ici, merci de compléter l'article en donnant les références utiles à sa vérifiabilité et en les liant à la section « Notes et références ».
Singles de LaFee
Beweg dein Arsch Shut Up
Pistes de Jetzt erst recht
Beweg dein Arsch Küss mich
Wer bin ich  est une chanson écrite par Bob Arnz et Gerd Zimmermann pour LaFee pour le deuxième album Jetzt erst recht. La chanson est la sixième piste de l'album et elle est sortie comme son troisième single. Le single atteint la 25e place dans les charts singles allemands lors de sa sortie en novembre 2007.
Une version anglaise de la chanson, intitulée Tell Me Why, plus tard, est apparue sur le troisième album studio LaFee Shut Up.

## Liste des chansons
CD Single
1. Wer bin ich - 4:16
2. Krank - 2:10

CD Maxi Single
1. Wer bin ich (Single version) - 4:17
2. Wer bin ich (Orchestral version) - 4:28
3. Wer bin ich (Klassik version) - 4:28
4. Wer bin ich (Album version) - 4:28
5. Wer bin ich (Orchestral Instrumental) 4:26
6. Wer bin ich (Video)
7. Making Of Videodreh [Part 2]
8. Fotogalerie

## Charts
| Charts    | Meilleure position |
| --------- | ------------------ |
| Allemagne | 25                 |
| Autriche  | 41                 |